# Pray for the Wicked Tour
Pray for the Wicked Tour（プレイ・フォー・ザ・ウィキッド・ツアー）は、アメリカ合衆国のポップ・ロック・バンドであるパニック!アット・ザ・ディスコが2018年から2019年にかけて開催したアルバム『プレイ・フォー・ザ・ウィキッド』の発売に伴うコンサート・ツアー。ツアーは2018年7月11日のミネアポリス公演から始まり、2013年10月3日のリオデジャネイロ公演で締めくくられた。本ツアーはツアーメンバーであるベーシストのニコル・ロウが参加した初のツアーであると同時に、『悪徳と美徳』の収録曲が演奏された最後のツアーとなった。

## 経緯

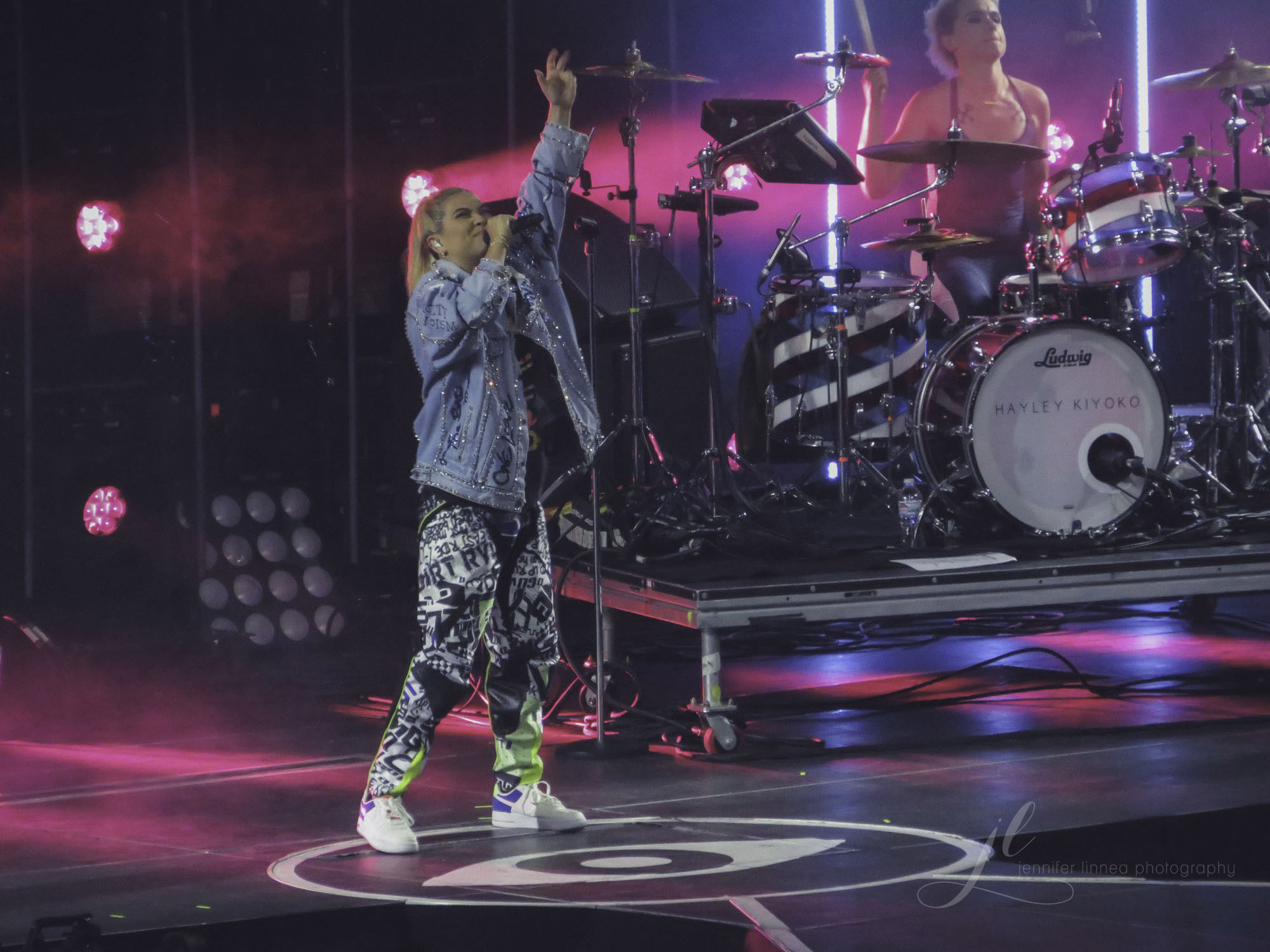
本ツアーでオープニング・アクトを務めたヘイリー・キヨコ

2018年3月21日、同年6月22日にアルバム『プレイ・フォー・ザ・ウィキッド』を発売することと、本ツアーの開催が発表された。オープニング・アクトはアリゾンとヘイリー・キヨコらが務めた。バンドの公式YouTubeチャンネルでは、ツアーの1週目から6週目までの各週のダイジェスト映像が公開された。
本ツアーの一環で10月22日から25日にかけて3会場3公演で「PANIC! AT THE DISCO PRAY FOR THE WICKED TOUR IN JAPAN 2018」が開催された。パニック!アット・ザ・ディスコにとって日本での単独ツアーは本ツアーが初となった。

### 騒動
2018年9月23日、パニック!アット・ザ・ディスコの公式Twitterでツアーメンバーであるギタリストのケニー・ハリスが「個人的な事情」により離脱することが発表される。この発表後、ハリスに対して性的暴行疑惑が浮上し、SNS上では1人のファンが投稿した性的同意年齢に満たない時期にハリスと交わしたメッセージのやりとりをスクリーンショットした画像が共有された。10月6日のシドニー公演よりハリスの後任としてマイク・ネイランが加わった。

## 商業実績
2019年3月27日時点で、興行収入が前年のDeath of a Bachelor Tourで記録した1810ドルを170%上回る4900万ドルを記録した。

## 演奏
パニック!アット・ザ・ディスコ
- ブレンドン・ユーリー – リード・ボーカル、ギター、鍵盤楽器

外部ミュージシャン
- ダン・パウロヴィッチ – ドラム、パーカッション、バックグラウンド・ボーカル
- ニコル・ロウ – ベース、鍵盤楽器、バックグラウンド・ボーカル
- ケ二ー・ハリス – リードギター、バックグラウンド・ボーカル、鍵盤楽器（2018年7月11日 - 2018年8月26日）
- マイク・ネイラン – リードギター、バッキング・ボーカル、鍵盤楽器（2018年10月6日 - 2019年10月3日）
- クリス・バウティスタ – トランペット
- エルム・ナヴァロ – トロンボーン
- ジェシー・モロイ – サクソフォーン
- キアラ・アナ・ペリコ – ヴィオラ
- リー・メッツラー – チェロ
- デジレー・ホズリー – ヴァイオリン

## セットリスト
本節では2018年7月11日のアメリカ合衆国のミネアポリス公演のセットリストを扱う。
1. （ファック・ア）シルヴァー・ライニング
2. あまり良い思いさせないで!
3. レディ・トゥ・ゴー
4. ヘイ・ルック・マ、アイ・メイド・イット
5. LA バンザイ
6. ハレルヤ
7. モナリザのバラード
8. ナイン・イン・ジ・アフターヌーン
9. ゴールデン・デイズ
10. カジュアル・アフェアー
11. ヴェガス・ライツ
12. ダンシングス・ノット・ア・クライム
13. ディス・イズ・ゴスペル
14. ある独身男の死
15. 夕映えの恋人たち（英語版）
  - ボニー・レイットのカバー曲[15]。
16. ダイイング・イン・LA
17. ガールズ/ガールズ/ボーイズ
18. ニコチン
19. ガールズ・ジャスト・ワナ・ハヴ・ファン
  - シンディ・ローパーのカバー曲[15]。
20. ハイ・ホープス
21. ミス・ジャクソン
22. キング・オブ・ザ・クラウズ
23. 狂気＝天才
24. ボヘミアン・ラプソディ
  - クイーンのカバー曲[15]。
25. 裸の王様
26. セイ・アーメン（サタデー・ナイト）
27. アイ・ライト・シンズ・ノット・トラジェディーズ
28. ビクトリアス

備考
- 2018年7月22日のトロント公演では「国境や制作の遅延」によりヘイリーがオープニング・アクトとして参加できなかった。この代替措置として公演中盤の「ガールズ/ガールズ/ボーイズ」で共演することとなった。
- 2019年1月10日のバッファロー公演では「ワン・オブ・ザ・ドランクス」と「ザ・グレイテスト・ショー」がライブ初披露となった。
- 2019年1月13日のマンチェスター公演では「ボヘミアン・ラプソディ」の演奏中に機材の不具合で音が止まってしまう一幕があった。曲はファンとユーリーがアカペラで歌うことで最後まで演奏されることとなった。

## ツアー日程
| 日付           | 都市               | 国                       | 会場                                         | 観客動員        | 売上       |
| -------------- | ------------------ | ------------------------ | -------------------------------------------- | --------------- | ---------- |
| 2018年7月11日  | ミネアポリス       | アメリカ合衆国           | ターゲット・センター                         | 12,732 / 12,732 | $742,899   |
| 2018年7月13日  | インディアナポリス | アメリカ合衆国           | バンカーズ・ライフ・フィールドハウス         | 12,934 / 12,934 | $746,340   |
| 2018年7月14日  | デトロイト         | アメリカ合衆国           | リトル・シーザーズ・アリーナ                 | 16,000 / 16,000 | $832,431   |
| 2018年7月15日  | コロンバス         | アメリカ合衆国           | ネイションワイド・アリーナ                   | 14,279 / 14,279 | $828,299   |
| 2018年7月17日  | シカゴ             | アメリカ合衆国           | ユナイテッド・センター                       | 14,524 / 14,524 | $968,318   |
| 2018年7月18日  | ピッツバーグ       | アメリカ合衆国           | PPGペインツ・アリーナ                        | 12,743 / 12,743 | $748,467   |
| 2018年7月20日  | ユニオンデール     | アメリカ合衆国           | ナッソー・コロシアム                         | 11,021 / 11,021 | $690,626   |
| 2018年7月21日  | ボルチモア         | アメリカ合衆国           | ロイヤル・ファームズ・アリーナ               | 12,202 / 12,202 | $744,911   |
| 2018年7月22日  | トロント           | カナダ                   | スコシアバンク・アリーナ                     | 13,382 / 13,382 | $768,841   |
| 2018年7月24日  | ニューヨーク       | アメリカ合衆国           | マディソン・スクエア・ガーデン               | 14,608 / 14,608 | $961,202   |
| 2018年7月25日  | ボストン           | アメリカ合衆国           | TDガーデン                                   | 13,059 / 13,059 | $799,178   |
| 2018年7月27日  | フィラデルフィア   | アメリカ合衆国           | ウェルズ・ファーゴ・センター                 | 14,769 / 14,769 | $933,231   |
| 2018年7月28日  | ローリー           | アメリカ合衆国           | PNCアリーナ                                  | 14,088 / 14,088 | $843,493   |
| 2018年7月29日  | ダルース           | アメリカ合衆国           | インフィナイト・エナジー・アリーナ           | 10,539 / 10,539 | $703,254   |
| 2018年7月31日  | サンライズ         | アメリカ合衆国           | BB&Tセンター                                 | 11,521 / 11,521 | $612,806   |
| 2018年8月1日   | タンパ             | アメリカ合衆国           | アマリー・アリーナ                           | 14,028 / 14,028 | $749,165   |
| 2018年8月3日   | ヒューストン       | アメリカ合衆国           | トヨタ・センター                             | 12,496 / 12,496 | $791,109   |
| 2018年8月4日   | ダラス             | アメリカ合衆国           | アメリカン・エアラインズ・センター           | 13,960 / 14,506 | $779,057   |
| 2018年8月5日   | タルサ             | アメリカ合衆国           | BOKセンター                                  | 11,617 / 11,617 | $634,092   |
| 2018年8月7日   | デンバー           | アメリカ合衆国           | ペプシ・センター                             | 13,223 / 13,223 | $775,079   |
| 2018年8月8日   | ソルトレイクシティ | アメリカ合衆国           | ビビント・スマート・ホーム・アリーナ         | 11,350 / 11,350 | $651,787   |
| 2018年8月10日  | シアトル           | アメリカ合衆国           | キーアリーナ                                 | 12,117 / 12,117 | $700,695   |
| 2018年8月11日  | バンクーバー       | カナダ                   | ロジャーズ・アリーナ                         | 8,805 / 8,805   | $497,804   |
| 2018年8月12日  | ポートランド       | アメリカ合衆国           | モダ・センター                               | 13,240 / 13,240 | $791,330   |
| 2018年8月14日  | サンノゼ           | アメリカ合衆国           | SAPセンター                                  | 13,823 / 13,823 | $741,273   |
| 2018年8月15日  | ロサンゼルス       | アメリカ合衆国           | ステイプルズ・センター                       | 13,848 / 13,848 | $972,676   |
| 2018年8月17日  | グレンデール       | アメリカ合衆国           | ヒラ・リバー・アリーナ                       | 13,581 / 13,581 | $817,895   |
| 2018年8月18日  | ラスベガス         | アメリカ合衆国           | T-モバイル・アリーナ                         | 12,552 / 12,552 | $718,447   |
| 2018年8月25日  | レディング         | イングランド             | リトル・ジョンズ・ファーム                   | N/A             | N/A        |
| 2018年8月26日  | ブラマム           | イングランド             | ブラマム・パーク                             | N/A             | N/A        |
| 2018年10月6日  | シドニー           | オーストラリア           | クードス・バンク・アリーナ                   | 13,150 / 13,546 | $850,911   |
| 2018年10月9日  | アデレード         | オーストラリア           | エンターテインメント・センター・シアター     | 2,926 / 2,926   | $177,397   |
| 2018年10月11日 | ブリスベン         | オーストラリア           | リバーステージ                               | 8,575 / 8,575   | $519,884   |
| 2018年10月13日 | メルボルン         | オーストラリア           | ハイセンス・アリーナ                         | 10,907 / 10,907 | $661,268   |
| 2018年10月16日 | オークランド       | ニュージーランド         | スパーク・アリーナ                           | 6,337 / 6,337   | $401,424   |
| 2018年10月20日 | パサイ             | フィリピン               | モール・オブ・アジア・アリーナ               | N/A             | N/A        |
| 2018年10月22日 | 東京               | 日本                     | Zepp Tokyo                                   | N/A             | N/A        |
| 2018年10月23日 | 東京               | 日本                     | 新木場STUDIO COAST                           | N/A             | N/A        |
| 2018年10月25日 | 大阪               | 日本                     | Zepp Osaka Bayside                           | N/A             | N/A        |
| 2018年11月17日 | メキシコシティ     | メキシコ                 | エルマノス・ロドリゲス・サーキット           | N/A             | N/A        |
| 2019年1月10日  | バッファロー       | アメリカ合衆国           | キーバンク・センター                         | 14,310 / 14,310 | $810,443   |
| 2019年1月12日  | ラヴァル           | カナダ                   | プレイス・ベル                               | 8,328 / 8,328   | $432,398   |
| 2019年1月13日  | マンチェスター     | アメリカ合衆国           | SNHUアリーナ                                 | 9,259 / 9,259   | $637,390   |
| 2019年1月15日  | オールバニ         | アメリカ合衆国           | タイムズ・ユニオン・センター                 | 12,071 / 12,071 | $640,783   |
| 2019年1月16日  | ブルックリン       | アメリカ合衆国           | バークレイズ・センター                       | 14,983 / 14,983 | $1,053,581 |
| 2019年1月18日  | ニューアーク       | アメリカ合衆国           | プルデンシャル・センター                     | 13,803 / 13,803 | $945,692   |
| 2019年1月19日  | プロビデンス       | アメリカ合衆国           | ダンキン・ドーナッツ・センター               | 10,628 / 10,628 | $682,023   |
| 2019年1月20日  | ワシントンD.C.     | アメリカ合衆国           | キャピタル・ワン・アリーナ                   | 14,888 / 14,888 | $1,018,046 |
| 2019年1月22日  | シャーロット       | アメリカ合衆国           | スペクトラム・センター                       | 14,987 / 14,987 | $934,767   |
| 2019年1月23日  | シャーロッツビル   | アメリカ合衆国           | ジョン・ポール・ジョーンズ・アリーナ         | 12,395 / 12,395 | $697,199   |
| 2019年1月25日  | ナッシュビル       | アメリカ合衆国           | ブリヂストン・アリーナ                       | 14,566 / 14,566 | $1,020,912 |
| 2019年1月26日  | シンシナティ       | アメリカ合衆国           | U.S.バンク・アリーナ                         | 12,983 / 12,983 | $857,140   |
| 2019年1月27日  | ミルウォーキー     | アメリカ合衆国           | ファイサーブ・フォーラム                     | 12,318 / 12,318 | $821,692   |
| 2019年1月29日  | グランドラピッズ   | アメリカ合衆国           | ヴァン・アンデル・アリーナ                   | 11,142 / 11,142 | $650,341   |
| 2019年1月30日  | クリーブランド     | アメリカ合衆国           | クイッケン・ローンズ・アリーナ               | 15,672 / 15,672 | $885,600   |
| 2019年2月1日   | オマハ             | アメリカ合衆国           | CHIヘルス・センター・オハマ                  | 14,888 / 14,888 | $916,054   |
| 2019年2月2日   | カンザスシティ     | アメリカ合衆国           | スプリント・センター                         | 14,237 / 14,237 | $905,338   |
| 2019年2月4日   | ローズモント       | アメリカ合衆国           | オールステート・アリーナ                     | 13,653 / 13,653 | $998,960   |
| 2019年2月5日   | セントルイス       | アメリカ合衆国           | エンタープライズ・センター                   | 14,636 / 14,636 | $921,028   |
| 2019年2月6日   | メンフィス         | アメリカ合衆国           | フェデックス・フォーラム                     | 10,974 / 10,974 | $623,538   |
| 2019年2月8日   | オースティン       | アメリカ合衆国           | フランク・アーウィン・センター               | 12,808 / 12,808 | $849,616   |
| 2019年2月9日   | ニューオーリンズ   | アメリカ合衆国           | スムージー・キング・センター                 | 13,804 / 13,804 | $920,551   |
| 2019年2月12日  | アルバカーキ       | アメリカ合衆国           | ティングリー・コロシアム                     | 7,543 /7,543    | $512,692   |
| 2019年2月14日  | アナハイム         | アメリカ合衆国           | ホンダ・センター                             | 12,481 / 12,481 | $946,688   |
| 2019年2月15日  | イングルウッド     | アメリカ合衆国           | ザ・フォーラム                               | 14,611 / 14,611 | $1,080,270 |
| 2019年2月16日  | サンディエゴ       | アメリカ合衆国           | ペッカンガ・アリーナ                         | 10,684 / 10,684 | $660,378   |
| 2019年2月19日  | オークランド       | アメリカ合衆国           | オラクル・アリーナ                           | 13,273 / 13,273 | $775,903   |
| 2019年2月20日  | サクラメント       | アメリカ合衆国           | ゴールデン1センター                          | 14,012 / 14,012 | $925,668   |
| 2019年3月3日   | ヒューストン       | アメリカ合衆国           | NRGスタジアム                                | N/A             | N/A        |
| 2019年3月18日  | アムステルダム     | オランダ                 | AFASライブ                                   | N/A             | N/A        |
| 2019年3月19日  | パリ               | フランス                 | ゼニット・パリ                               | N/A             | N/A        |
| 2019年3月21日  | アントウェルペン   | ベルギー                 | ロト・アリーナ                               | N/A             | N/A        |
| 2019年3月24日  | グラスゴー         | スコットランド           | SSEハイドロ                                  | N/A             | N/A        |
| 2019年3月25日  | カーディフ         | ウェールズ               | モーターポイント・アリーナ・カーディフ       | N/A             | N/A        |
| 2019年3月26日  | バーミンガム       | イングランド             | アリーナ・バーミンガム                       | N/A             | N/A        |
| 2019年3月28日  | ロンドン           | イングランド             | O2アリーナ                                   | N/A             | N/A        |
| 2019年3月29日  | ロンドン           | イングランド             | O2アリーナ                                   | N/A             | N/A        |
| 2019年3月30日  | マンチェスター     | マンチェスター・アリーナ |                                              | N/A             | N/A        |
| 2019年4月1日   | デュッセルドルフ   | ドイツ                   | ISSドーム                                    | N/A             | N/A        |
| 2019年4月3日   | ベルリン           | ドイツ                   | メルセデス・ベンツ・アリーナ                 | N/A             | N/A        |
| 2019年4月4日   | ハンブルク         | ドイツ                   | バークレイカード・アリーナ                   | N/A             | N/A        |
| 2019年6月21日  | ドーバー           | アメリカ合衆国           | ドーバー・インターナショナル・スピードウェイ | N/A             | N/A        |
| 2019年9月14日  | アトランタ         | アメリカ合衆国           | ピードモント公園                             | N/A             | N/A        |
| 2019年10月3日  | リオデジャネイロ   | ブラジル                 | バーハ・オリンピック・パーク                 | N/A             | N/A        |

オープニング・アクト
- アリゾア（2018年7月11日 - 21日、7月24日 - 8月18日、2019年3月18日 - 4月4日）
- ヘイリー・キヨコ（2018年7月11日 - 21日、7月24日 - 8月18日）
- E^ST（2018年10月6日 - 13日）
- オープンサイド（2018年10月16日）
- フォー・オブ・スペーズ（2018年10月20日）
- トゥー・フィート（2019年1月10日 - 2月20日）
- ベティー・フー（2019年1月10日 - 2月14日）
- コナン・グレイ（2019年2月15日 - 20日）
- ムー（2019年3月26日 - 30日）